# パーミアンス
パーミアンスとは、広く物質やエネルギーなどの流れの通しやすさをいう。パーミアンスを表わす変数には {\displaystyle {\mathcal {P}}} や Λ が用いられる。 

## 電磁気学
電磁気学においては、パーミアンスはリラクタンスの逆数をいう。パーミアンスはある巻数だけ巻いた電流のつくる磁束の量の尺度である。 磁気回路は磁束があたかも「伝導する」かのように働くため、断面積が大きくなればパーミアンスも大きくなり、長さが大きくなればパーミアンスは小さくなる。 これは電気回路における電気伝導度と類似している。
電気伝導度と電気抵抗の関係と同様に、磁気パーミアンス {\displaystyle {\mathcal {P}}} は磁気リラクタンス {\displaystyle {\mathcal {R}}} の逆数と定義される。
{\displaystyle {\mathcal {P}}={\frac {1}{\mathcal {R}}}}
または以下のようにも書ける。
{\displaystyle {\mathcal {P}}={\frac {\Phi _{B}}{NI}}}
この関係はホプキンソンの法則（電気回路におけるオーム則に磁気回路において相当する法則）と、起磁力（起電力に磁気回路において相当）の関係式を用いて以下の様にも表わせる。
{\displaystyle {\mathcal {F}}=\Phi _{B}{\mathcal {R}}=NI}
ここで、以下の変数を用いた。 
ΦB = 磁束
NI = 起磁力（電流×コイルの巻数）
また、透磁率（電気伝導率に相当）を用いて、次のようにも書ける。
{\displaystyle {\mathcal {P}}={\frac {\mu A}{\ell }}}
ここで、以下の変数を用いた。 
μ = 材の透磁率
A = 断面積
{\displaystyle \ell } = 磁路長
国際単位系において、パーミアンスの単位は「ウェーバ毎アンペア回数」、つまり Wb A−1 となる。

## 物質科学
物質科学において、パーミアンスは物質が磁力を他の物質に伝える際の伝えやすさの指標である。

## 外部記事と参考文献

### 電磁気学
- Properties of Magnetic Materials (磁気パーミアンスの単位)

### 物質科学
- Bombaru, D., Jutras, R., and Patenaude, A., "Air Permeance of Building Materials". Summary report prepared by, AIR-INS Inc. for Canada Mortgage and Housing Corporation, Ottawa, 1988.